# جامع قشم
جامع قشم في قشم وهو واحد من الوجهات السياحية في محافظة هرمزغان في جنوب إيران.